# Phil Hansen
Pour les articles homonymes, voir Hansen.
Phil Hansen est un artiste multimédia spécialisé dans l'art graphique américain né en 1979 à Benton City. Il est adepte du Goodbye Art, projet esthétique qu'il a conçu et qui consiste à détruire les œuvres après leur création. Il a notamment créé le portrait connu de George W. Bush avec le nom des soldats de la coalition, qui sont morts en Irak. 

## Biographie et parcours artistique
Hansen suit d'abord les cours de la  Shelton High School, (Shelton, État de Washington) avec Rob Phelan pour maître. Il est par la suite l'élève, pendant un certain temps, du Northwest College of Art à Poulsbo, Washington.
Il se fait remarquer dès le début de sa carrière par ses portraits insolites, parmi lesquels George Bush (fait de noms de  1,700 soldats morts dans la guerre d'Irak), Kim Jong Il (fait d'un demi-litre du sang de l'artiste), Jimi Hendrix (fait d'allumettes, puis allumé)  et Mona Lisa (Mona Greasa, fait de la graisse de 14 hamburgers), ce qui fait brièvement parler de lui en Russie et en Chine,.
L'œuvre qui lance réellement sa réputation comme sa carrière est une vidéo réalisée en recourant à la technique de l'accéléré, projet artistique programmé sur deux jours, et intitulé Influences. Phil Hansen peint ainsi sur son torse, les unes au-dessus des autres, trente images différentes, chacune d'elles représentant une personne précise ayant eu une influence décisive sur son existence. Une fois tous les pigments superposés, Hansen décolle la couche de peinture ainsi créée puis en découpe le contour selon les inflexions de son propre profil. 
La vidéo résultante est ensuite diffusée sur le net et téléchargée plus d'un million de fois.
En 2011, il est l'artiste invité du Cherry Creeks Arts Festival où il réalisait sur place avec 1000 participants le projet things you wouldn't believe .
Il conçoit concomitamment un projet intitulé Goodbye Art, dans lequel la radicalité du geste artistique réside dans le fait que, une fois le processus créatif terminé et l'objet esthétique final atteint, Hansen détruit toute trace de l'œuvre, ne laissant pour tout témoignage de son travail qu'une photographie ou une vidéo. Le 28 octobre 2008, Phil Hansen décide de suspendre le projet Goodbye Art pour concevoir d'autres projets à long terme. En janvier 2009, il fonde l’Art Happening.
En 2008-2009, Phil Hansen a créé l'illustration officielle de la 51e cérémonie des Grammy Awards, le 8 février 2009.
Phil Hansen est l'auteur du livre Tattoo a Banana: And Other Ways to Turn Anything and Everything Into Art, (juin 2012),. Il gère parallèlement à ce livre le site artistique Phil in the Whaaat (site officiel) avec, entre autres, les portraits effaçables sur un T-shirt au tableau blanc, un exemple d'art viral. 
En mai-juin 2013, il crée une autre œuvre d'art symbolique et unique dans laquelle il utilise des histoires que les gens lui racontent (Call me Now & Tell me your Story about...) .
A l'école des beaux arts, Phil Hansen a commencé à souffrir d'un tremblement incontrôlable de la main, ce qui l'a empêché de créer les dessins pointillistes qu'il affectionnait.  Hansen était désespéré, à la dérive, sans but. Jusqu'à ce qu'un neurologue lui suggère simplement d'accepter son handicap... pour le dépasser.